# Krutvatnet
Krutvatnet (sydsamiska: Kruvhtegenjaevrie) är en insjö i Hattfjelldals kommun i Nordland fylke i Norge. Den får sitt vatten från Østre Krutvatnet på gränsen till Sverige och avvattnas genom Krutåga till Røssvatnet. 
Riksväg 73 från E6 i Trofors till E12 i närheten av Tärnaby går längs södra sidan av Krutvatnet och vandringsleden Nordlandsruta från Abisko till Nord-Trøndelag passerar norr om sjön. Det finns öring och fjällröding i sjön.
Krutåga Kraft AS har tillstånd att reglera Krutvatnet i samband med anläggningen av Krutåga kraftverk.